# Фрейзер, Джеймс (скульптор)
Джеймс Фрейзер (англ. James Earle Fraser; 1876—1953) — выдающийся американский скульптор и медальер первой половины XX века.

## Биография
Родился 4 ноября 1876 года в городе Уинона, штат Миннесота. Его отец, Томас Фрейзер, был инженером в железнодорожной компании на Западе США.
Будучи ребенком, Джеймс видел жизнь коренных американцев, которых загоняли в резервации. Эти его ранние воспоминания были позже выражены во многих произведениях. Жил недалеко от города Митчелл, штат Южная Дакота, где недалеко от его дома находились каменоломни. Фрейзер начал высекать фигуры из кусков известняка.
Посещал занятия в школе Художественного института в Чикаго (англ. School of the Art Institute of Chicago) в 1890 году. Учился в Европе — в парижских Школе искусств и Академии Жюлиана. Начав свою карьеру, служил в качестве помощника у скульпторов Огастеса Сент-Годенса и Richard Bock. В 1902 году создал собственную студию, преподавал в Лиге студентов-художников Нью-Йорка с 1906 года, позже став её директором. Его ранние работы были представлены на Всемирной выставке 1903 года в Чикаго и Панамо-Тихоокеанской международной выставке 1915 года в Сан-Франциско.
Джеймс Фрейзер был членом Национальной академии дизайна, Национального общества скульпторов, Архитектурной лиги Нью-Йорка и был избран в Американскую академию искусств и литературы.
Умер 11 октября 1953 года в городе Вестпорт, штат Коннектикут. Похоронен на городском кладбище Willowbrook Cemetery  рядом с женой, тоже скульптором — Лаурой Фрейзер.

## Труды

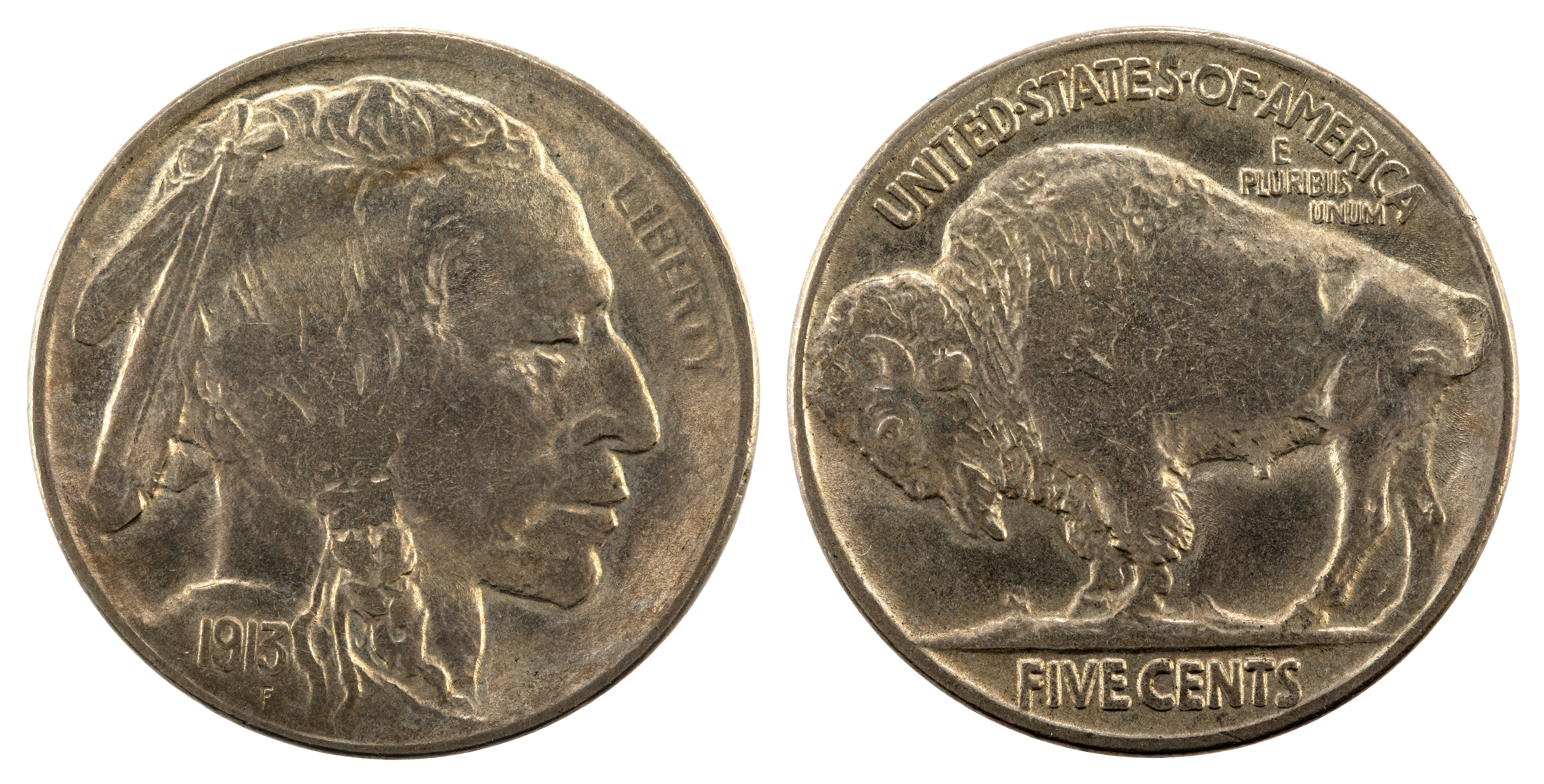
Пять центов с изображением индейца, 1913 год

За свою художественную карьеру создал большое количество скульптур. Также занимался дизайном монет и наград, включая Военно-морской крест США. В 1913 году впервые на монетах США (5 центов) работы Фрейзера был отчеканено изображение индейца; моделями для неё были три коренных жителя американского континента: вожди племён сиу, кайова и шайеннов.

Некоторые работы
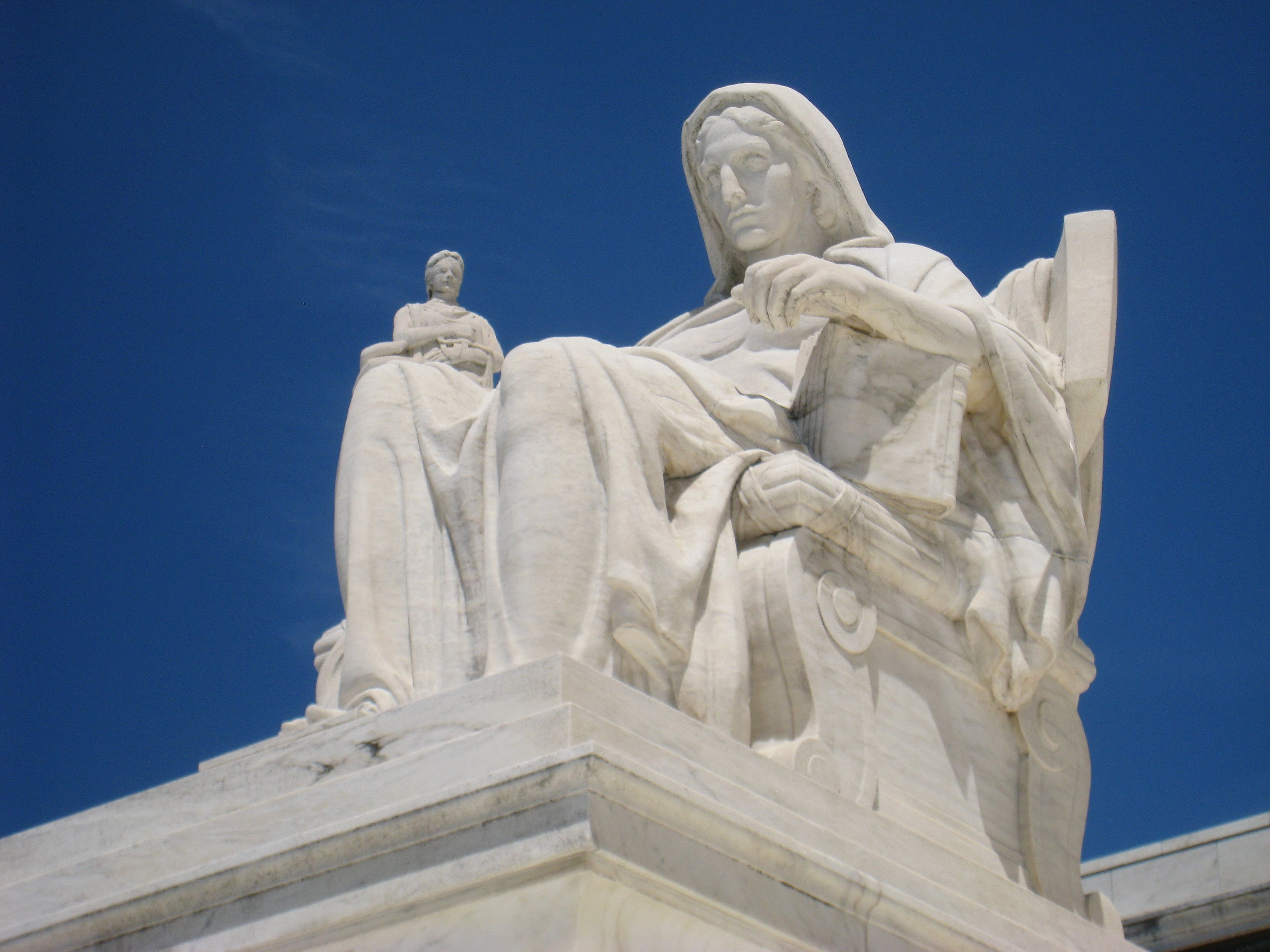
«Справедливость»
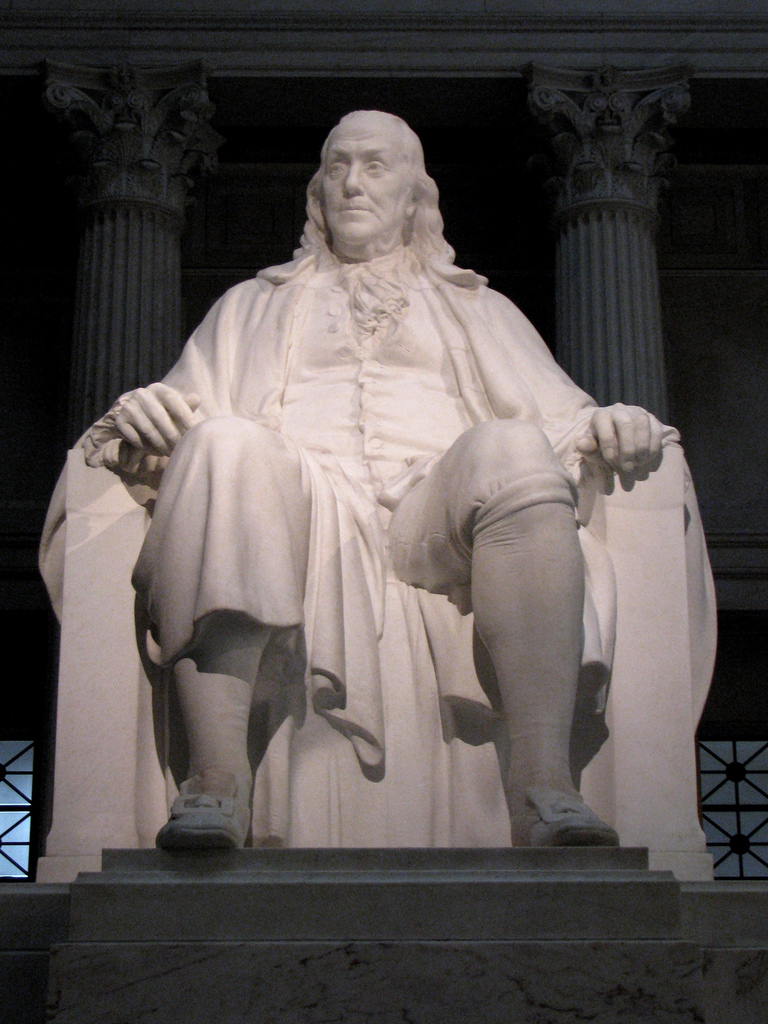
Бенджамин Франклин
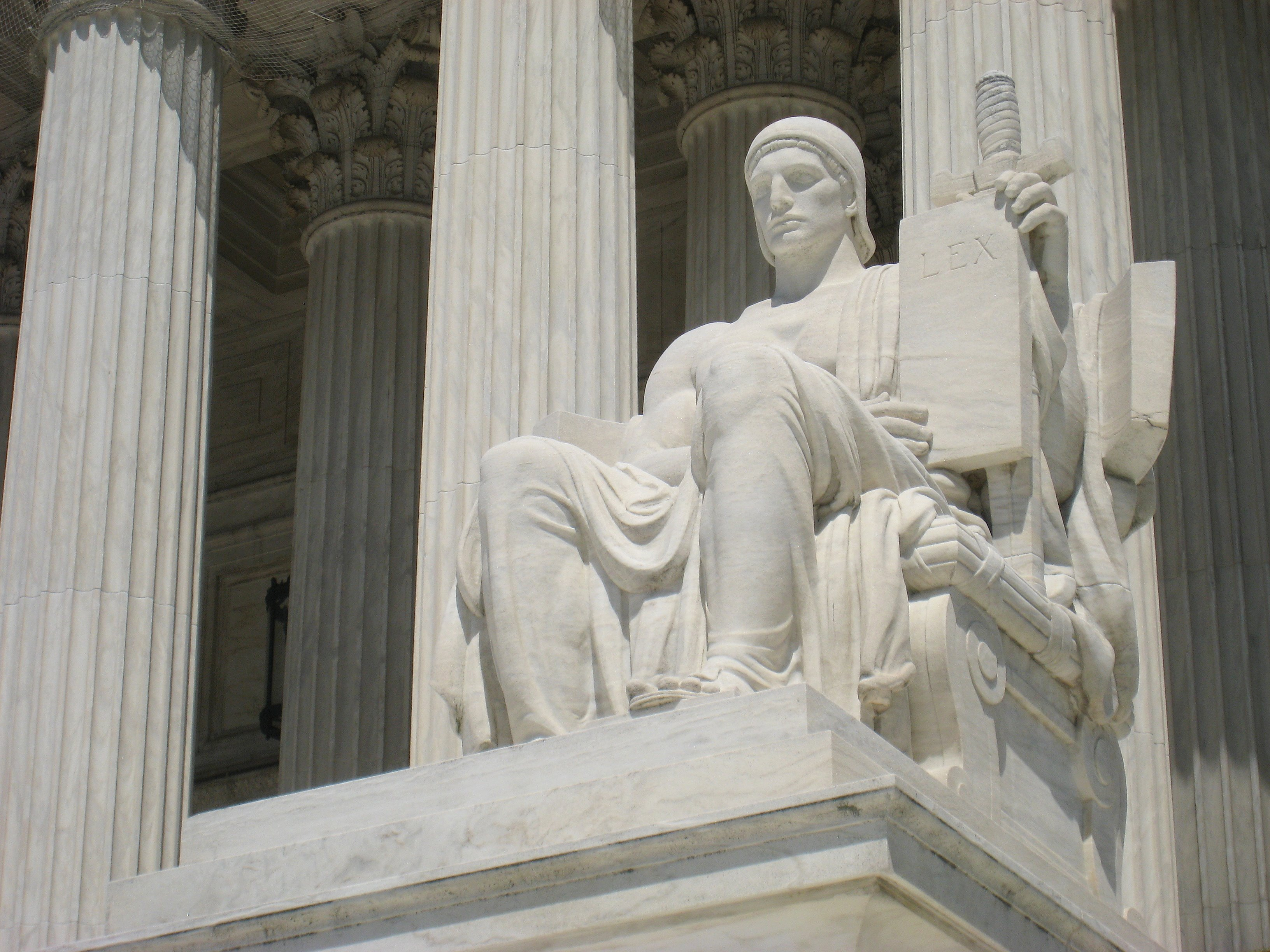
«Законность»